# Xyloblaptus quadrispinosus
Xyloblaptus quadrispinosus är en skalbaggsart som först beskrevs av Leconte 1866.  Xyloblaptus quadrispinosus ingår i släktet Xyloblaptus och familjen kapuschongbaggar. Inga underarter finns listade i Catalogue of Life.

## Bildgalleri

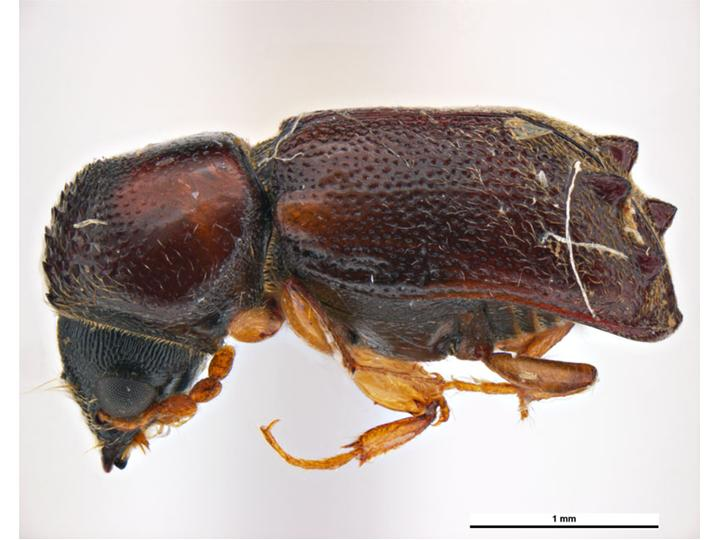